# Khirbat al-Simia
Khirbat al-Simia (àrab: خربة السيميا, Ḫirbat as-Sīmiyā) és una vila palestina de la governació d'Hebron, a Cisjordània, situada 4 kilòmetres al nord-oest d'Hebron. Segons l'Oficina Central Palestina d'Estadístiques tenia 1.705 habitants el 2006.

## Història
S'ha suggerit que Khirbat al-Simia es correspon al lloc bíblic anomenat Eshan.

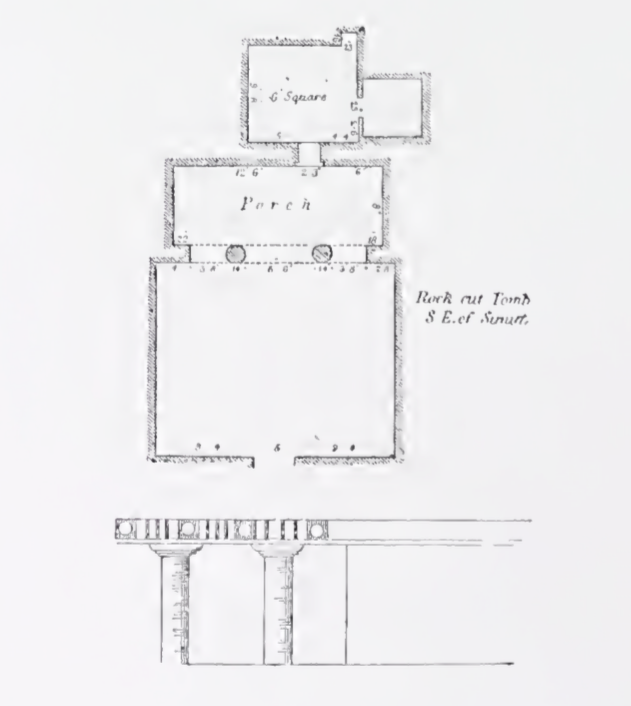
Diagrama de la tomba al sud-est de Khirbat al-Simia, dibuixada pel SWP

Khirbat al-Simia fou incorporada a l'Imperi Otomà en 1517, i en el cens de 1596 la vila apareix sota el nom de Simya Burin (Abu Hasan), com a part de la nàhiya de Halil del liwà d'al-Quds. Tenia una població de 18 llars, totes musulmanes. Pagaven un impost fix del 33,3% en productes agrícoles, inclosos blat, ordi, cultius d'estiu, vinyes i fruiters, cabres i abelles, a més d'ingressos ocasionals; un total de 1.600 akçe.
En 1838, Simieh fou registrada per Edward Robinson com un lloc «en ruïnes o desert,» part de l'àrea sud-oest d'Hebron. L'explorador francès Victor Guérin va visitar assenyalar:
| « | El punt més alt d'aquest monticle està ocupat per les runes d'un petit fort, els cursos més baixos del qual, encara en peu, es componen d'enormes blocs tallats en el patró. Més avall observo la ubicació d'un edifici que, excepte una fina secció de paret de pedres molt regulars, està danyada de dalt a baix. Dues tombes de columnes de pedra trencada es troben al terra a l'interior. Potser, en l'era cristiana, aquest edifici servia com a església. Pel que fa a les cases, gairebé no en quedava res, a excepció de les coves i cavernes excavades a la roca que contenien algunes d'elles. També observo una petita llar sobre deu passos per quatre amples; està parcialment construïda i parcialment excavada a la roca. A poca distància a l'est d'aquest pujol, en els últims vessants d'una muntanya, es troba una magnífica tomba, precedida d'un petit pati que mesura vuit graus de llarg per sis i mig d'ample. A partir d'aquí s'entra a un portal obert, decorat externament amb dues pilastres i dues columnes dòriques, disposades en el gruix de la roca, i el frisi es compon de metopes i tríglifs denotats. Aquest vestíbul és, al seu interior, de set passos de llarg i tres d'amplada i mitja. Una badia molt baixa al centre permet penetrar arrossegant-se a la cambra sepulcral, que és de set graus de llarg per cinc i està envoltada d'un banc.S'havia preparat un lloc per a dos cossos sota un arc corbat" | » |

En 1883 el Survey of Western Palestine (SWP) del Fons per a l'Exploració de Palestina va assenyalar a Es Simia: «Muralles, cisternes, coves i tombes, principalment trencades, però una ben tallada. Es tracta d'una gran ruïna i, evidentment, d'un lloc antic. Un pati, de 23 peus i 8 polzades per 19 peus i 6 polzades, es talla en roca davant del pòrtic, que té 20 peus i 9 polzades d'amplada i 8 peus a la part posterior. Es recolza en dos pilars, 14 polzades de diàmetre i dues pilastres, totes tallades en roca amb un capitell molt senzill. Sobre els pilars a 6 peus del sòl hi ha un frisi amb 9 medallons, dividit per tríglifs. Una porta de 2 peus i 3 polzades d'ample que condueix des del pòrtic cap a una cambra, d'11 peus i 7 polzades d'ample, per 9 peus i 8 polzades a l'esquena. A la cantonada dreta de l'esquena hi ha un recés, 2 peus d'ample, 16 polzades a la part posterior. A la dreta una porta de 2 peus d'amplada condueix a una altra cambra de 6 peus quadrats.»

### Mandat Britànic de Palestina
En el cens de Palestina de 1931, dut a terme per les autoritats del Mandat Britànic, Khirbat al-Simia, juntament amb As-Samu i Kh. Rafat tenien una població total de 1.882 musulmans en 372 cases.

### Després de 1948
Després de la Guerra araboisraeliana de 1948 i els acords d'armistici de 1949, Khirbat al-Simia va quedar sota un règim d'ocupació jordana. Des de la Guerra dels Sis Dies en 1967, Khirbat al-Simia ha romàs sota ocupació israeliana. La població del cens de 1967 elaborat per les autoritats israelianes era de 267 habitants.